# Скалкотас, Никос
Никос Скалко́тас (греч. Νίκος Σκαλκώτας, нем. Nikos Skalkottas; 8 марта 1904, Халкида; — 19 сентября 1949, Афины)  — греческий композитор, крупнейший представитель греческого музыкального авангарда первой половины XX века.

## Очерк биографии
Происходил из потомственной музыкальной семьи. С 1914 г. учился в Афинской консерватории игре на скрипке (класс Тони Шульце, занимался также у Жозефа Бустидуи). Закончил консерваторию с отличием в 1920 г. Стажировался как скрипач в 1921—1924 гг. в Берлине у Вилли Хесса; также неплохо освоил игру на фортепиано. В 1924 г. принял решение оставить карьеру скрипача и посвятить себя композиции. В 1925—1927 в Берлине брал уроки композиции у Филиппа Ярнаха (возможно, также у его ученика Курта Вейля), зарабатывая деньги на обучение игрой в кабаках и в немом кино. Большое влияние на формирование творческой личности Скалкотаса оказал Арнольд Шёнберг, мастер-классы которого Скалкотас посещал в Берлине в 1927-1932 гг. В 1932 г. произошёл разрыв отношений с Шёнбергом, причина которого до конца не ясна, а результатом стала четырёхлетняя депрессия, во время которой новые сочинения Скалкотас не писал.
В 1933 г. композитор (неохотно) вернулся на родину, надеясь там поправить своё финансовое положение. В Афинах полиция изъяла у него национальный паспорт, поскольку он так и не прошёл (обязательную в Греции) срочную воинскую службу. Не имея возможности выехать за рубеж, Скалкотас устроился скрипачом в оркестр Афинской консерватории, затем работал во вторых скрипках в других греческих оркестрах. В 1944 г. по подозрению в участии в движении греческого Сопротивления отсидел полтора месяца в концлагере у нацистов. Скоропостижно скончался от ущемления грыжи в 1949 году.
На протяжении жизни много писал, однако его сочинения (за редкими исключениями) не исполнялись и получили известность только после смерти. В 1998—2008 гг. шведская фирма грамзаписи BIS Records выпустила (в 17 «альбомах») большинство его сочинений.

## Очерк творчества
Музыковеды выделяют три периода творчества Скалкотаса: «немецкий» (1927-31) и два «греческих» (1935-45 и 1946-49). Характерными для первого периода считаются его Симфоническая сюита № 1 (1929), октет (1931) и фортепианное трио (1936), для второго — Концерт для фортепиано и 10 духовых инструментов (1939), 32 пьесы для фортепиано (1940), 30-минутная увертюра «Возвращение Одиссея на родину» («Η Επιστροφή του Οδυσσέα», 1944), для третьего — балет «Море», Концертино для фортепиано, Греческий танец c-moll (все 1949). 
В стиле Скалкотаса додекафонный метод, унаследованный от нововенцев, своеобразно сочетался с его тягой к греческой традиционной культуре и фольклору. Скалкотас разработал собственную версию 12-тоновой техники, получившую название «мультисерийной», которую воплотил, например, в масштабной Второй симфонической сюите (1946, не окончена; в современной записи длится около 75 минут). Суть метода в том, что Скалкотас не придерживался одной избранной серии (как предписывал Шёнберг), но работал с комплексом из нескольких серий одновременно (от двух до шестнадцати), «разжижая» структурную жёсткость серийной композиции вставками тональной и модальной гармонии и простой акцентной метрики (как в музыке к пьесе Х.Евелпидеса «Чары мая», 1944).
Наряду с атональной Скалкотас (в греческий период творчества) писал и откровенно тональную музыку, рассчитывая угодить вкусам афинской публики и немного заработать на жизнь. Из тональных сочинений наиболее популярны «36 греческих танцев» для оркестра, где композитор широко использовал фольклорные и популярные греческие мелодии, либо стилизовал их «в народном духе» сам (1936; во 2-й редакции — три тетради по 12 танцев в каждой, 1949). Танцевальная музыка Скалкотаса напоминает «балканские» сочинения Б. Бартока, но без мелодической яркости, гармонической и ритмической изобретательности последнего. К тональным относятся также балет «Море» (1949), «Классическая симфония» (1947), Концертино для фортепиано с оркестром (1948) и др.